# Viola rausii
Viola rausii är en violväxtart som beskrevs av M. Erben. Viola rausii ingår i släktet violer, och familjen violväxter. Inga underarter finns listade i Catalogue of Life.